# هيثر فار
هيثر فار (بالإنجليزية: Heather Farr)‏ هي لاعبة غولف أمريكية، ولدت في 10 مارس 1965 في فينيكس في الولايات المتحدة، وتوفيت في 20 نوفمبر 1993 في سكوتسديل في الولايات المتحدة بسبب سرطان الثدي.